# Gare de Marchezais - Broué
Gare de Marchezais - Broué vasútállomás Franciaországban, Broué településen.

## Vasútvonalak
Az állomást az alábbi vasútvonalak érintik:
- Saint-Cyr-Surdon-vasútvonal

## Kapcsolódó állomások
A vasútállomáshoz az alábbi állomások vannak a legközelebb:
- Gare de Dreux (Gare de Dreux, Transilien N)
- Gare de Houdan (Paris Gare Montparnasse, Transilien N)